# Little-Albert-Experiment
Das Little-Albert-Experiment ist ein psychologisches Experiment. Es soll die Möglichkeit der klassischen Konditionierung von Menschen belegen, speziell die Erlernbarkeit und Generalisierbarkeit von Angstreaktionen. Es wurde 1920 an der Johns-Hopkins-Universität (Baltimore, USA) von John B. Watson und seiner Assistentin Rosalie Rayner durchgeführt. Ihr Ausgangspunkt war die empiristische Annahme, dass die Anzahl der Reize, die eine emotionale Reaktion auslösen, auf einfache Weise vermehrt werden kann.

## Experiment
In einer Vorstudie untersuchten Watson und Rayner die Gefühlsreaktionen eines neun Monate alten Kindes, genannt Little Albert. Man zeigte ihm jeweils kurz und zum ersten Mal in seinem Leben eine weiße Ratte, ein Kaninchen, einen Hund, einen Affen, menschliche Masken mit und ohne Haare, Baumwolle, brennende Zeitungen und Ähnliches. Das Kind zeigte dabei nie Furcht, sondern griff stets neugierig nach den Dingen. Sehr wohl zeigte das Kind allerdings Furcht, wenn es hörte, wie hinter ihm mit einem Hammer auf eine Eisenstange geschlagen wurde.
Im eigentlichen Experiment zeigte Watson Little Albert (er war jetzt elf Monate alt) zuerst eine weiße Ratte und ließ ihn gleichzeitig den lauten Ton der Eisenstange hinter ihm hören. Albert wimmerte leicht, als er die Ratte mit der Hand berührte. Nach zweimaliger Wiederholung weigerte er sich bereits, die Ratte anzufassen, nach sieben Wiederholungen zeigte er bereits eine massive Angstreaktion beim Anblick der Ratte. Schließlich zeigte er auch Angst beim Anblick von der Ratte ähnlichen Reizen, nämlich von Fell (Hase, Hund, Pelzmantel), Baumwollbüscheln und weißen Bärten.
Watson und Rayner gingen davon aus, dass die erlernten Reaktionen das ganze Leben über bestehen bleiben und die Persönlichkeit dauerhaft verändern. Tatsächlich war die empirische Basis für solche weitreichenden Schlüsse mehr als dünn.

## Identität des Kindes
Im Jahr 2009 veröffentlichten die Psychologen Hall P. Beck und Sharman Levinson einen Artikel, in dem sie behaupteten, die wahre Identität von „Albert B.“ entdeckt zu haben. Nach der Durchsicht von Watsons Korrespondenz und Veröffentlichungen sowie der Forschung in öffentlichen Dokumenten (wie der Volkszählung der Vereinigten Staaten von 1920 und staatlichen Geburts- und Sterbeurkunden) argumentierte Beck, dass „Albert B.“ ein Pseudonym für Douglas Merritte war, den Sohn von Arvilla Merritte, einer Frau, die damals anscheinend als Amme im Harriet Lane Home tätig war. Später wurde festgestellt, dass Douglas Merritte an Hydrozephalus litt, an dem er im Alter von 6 Jahren starb. Bei dieser Erkrankung, bei der sich cerebrospinale Flüssigkeit im Gehirn ansammelt, hatte Merritte möglicherweise erhebliche Sehprobleme zur Zeit des Experiments, was die Behauptung infrage stellt, dass das betreffende Kind durchschnittlich und gesund war. Laut Forschern, die den Fall Jahre später untersuchten, würde das Verhalten von Douglas Merritte, falls er tatsächlich „Little Albert“ war, während der Konditionierungssitzungen mit Anzeichen einer neurologischen Beeinträchtigung übereinstimmen. Dazu gehören Little Alberts Verwendung von Hand-Schaufelbewegungen anstelle der typischen Greifbewegungen für dieses Alter sowie seine schlechten Augenbewegungsfähigkeiten und das Fehlen von Gesichtsausdrücken.
Die Psychologen Russ Powell, Nancy Digdon und Ben Harris treten dafür ein, dass Albert Barger Little Albert war. Barger war im Alter von 87 Jahren verstorben. Laut seiner Nichte hatte Barger eine leichte Abneigung gegen Tiere allgemein, nicht nur gegen Hunde. Abgesehen davon erinnerte sich Bargers Nichte nicht an andere Phobien, die er möglicherweise gehabt hatte. Die Forscher kamen zu dem Schluss, dass Barger sich seiner Rolle als Testobjekt im Säuglingsalter nicht bewusst gewesen sei.

## Kritik
Das Experiment ist aus ethischer Sicht heute sehr umstritten, da seine Methoden, insbesondere an einem Kleinkind, heutigen moralischen Standards nicht entsprechen. Angeblich zog die Mutter von Little Albert in eine andere Gegend, so dass Watson nicht mit der Rekonditionierung beginnen konnte.
Des Weiteren ist das Experiment auch aus wissenschaftlicher Sicht umstritten. Auf Grund der heutigen Forschungslage ist davon auszugehen, dass Watson und Rayner fundamentale Prinzipien der Methodologie verletzt haben. So fehlen eine Quantifizierung und eine systematische Kontrolle der Variablen.
Eine Problematik mit späteren Darstellungen des Experiments ergibt sich daraus, dass das Experiment in nachfolgender Literatur manchmal nicht exakt wiedergegeben wird und bestimmte Aspekte, wie z. B. die konditionierte Furchtreaktion, übertrieben dargestellt wurden. Auch der Versuchsaufbau wurde in der Literatur immer wieder verändert und falsch wiedergegeben.